# Spacenet Award
Der SpaceNet Award ist ein deutscher Literatur- und Bildpreis. Er wird in zweijährlichem Turnus verliehen.

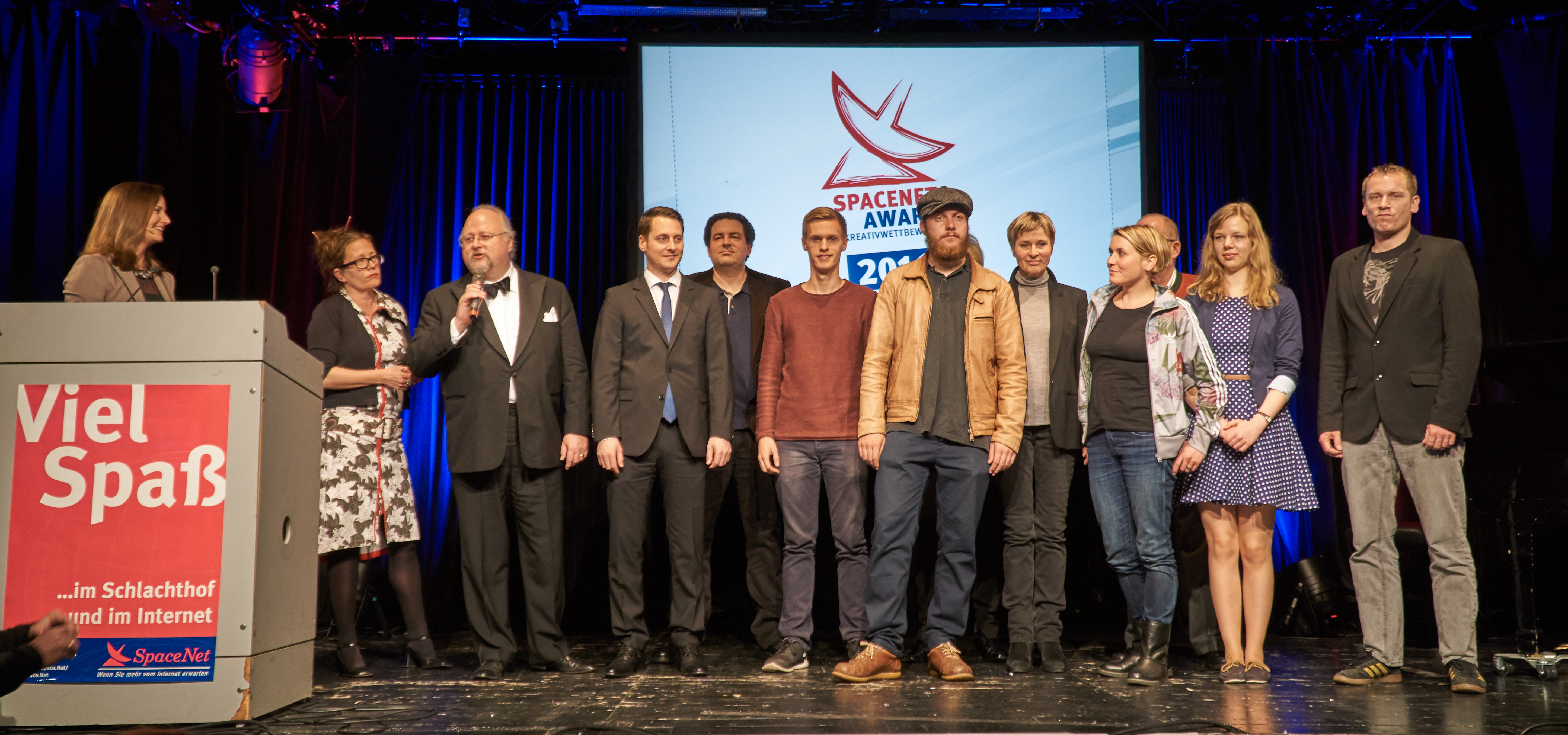
SpaceNet-Award 2016: Preisträger, Jurymitglieder

## Beschreibung
Ausgezeichnet werden beim SpaceNet Award Kurzgeschichten und Fotografien. Die Preisträgerinnen und Preisträger werden durch eine dreiköpfige Bild- und eine dreiköpfige Text-Jury auf der Basis von Wettbewerbseinreichungen ermittelt. Neben den drei Hauptpreisen wird seit 2016 auch ein Nachwuchspreis in jeder der beiden Kategorien Literatur und Fotografie verliehen. Die besten 30 Bilder und Geschichten werden in einer Buchpublikation des hauseigenen Verlages veröffentlicht. Das Preisgeld in Höhe von insgesamt 6.200 Euro wird von der SpaceNet AG gestiftet. Die Gewinner der Kategorien Text und Bild erhalten dabei jeweils 2.500 Euro.

## Geschichte

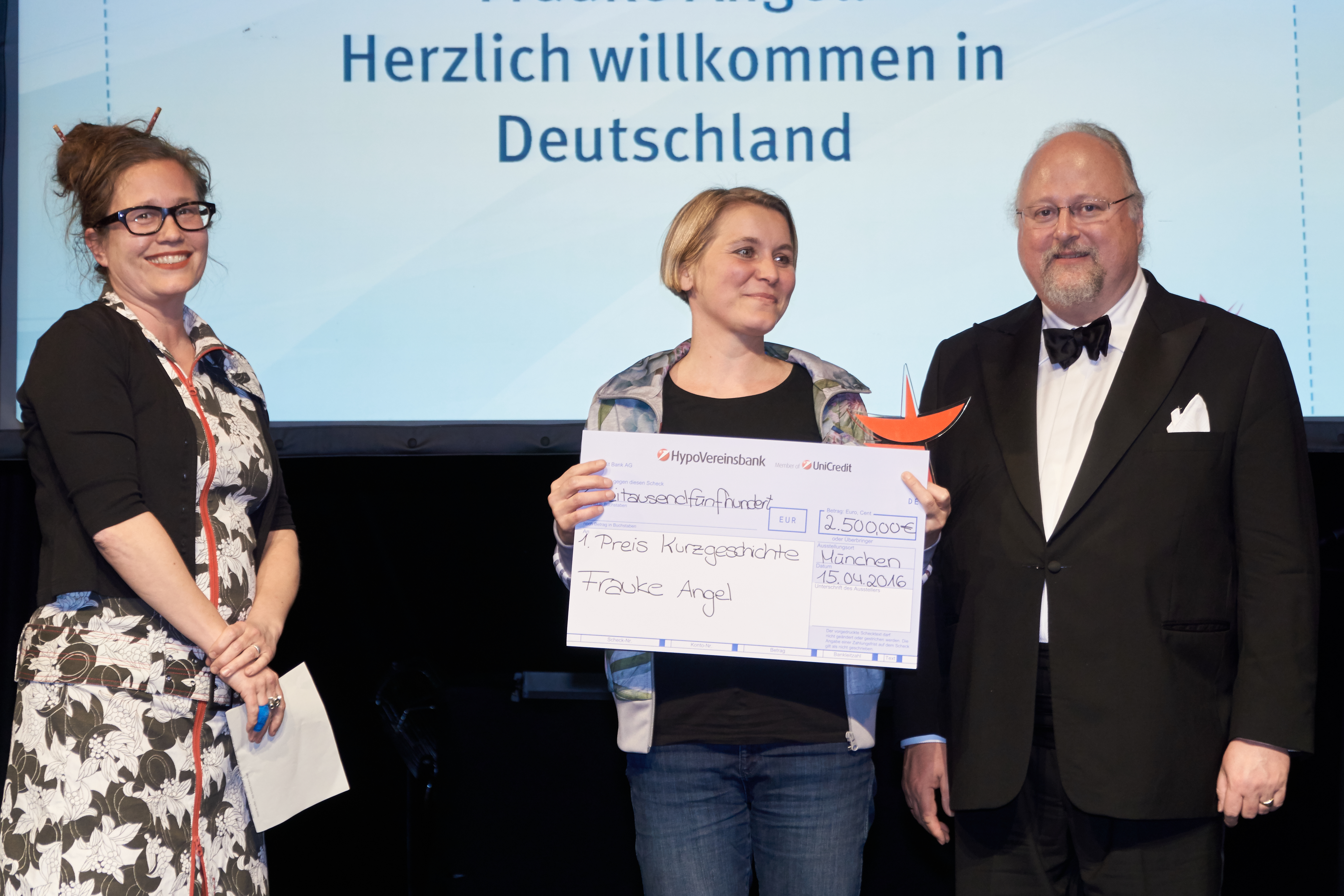
SpaceNet-Award 2016: Jury-Mitglied Simone Veenstra, Gewinnerin (Text) Frauke Angel, SpaceNet-AG-Vorstand Sebastian von Bomhard (vlnr)

Der SpaceNet Award wurde 2013 von der Firma SpaceNet AG im Rahmen eines Kreativwettbewerbs erstmals ausgelobt und am 16. Mai 2014 bei einer Gala in der Münchner Wappenhalle verliehen. Die Gala wurde von Regina Meier moderiert und beinhaltete neben der Preisverleihung Redebeiträge von Sabine Leutheusser-Schnarrenberger und Horst Zuse. Darüber hinaus wurde SpaceNet-Gründer Sebastian von Bomhard vom Eco – Verband der Internetwirtschaft der Preis Säule des Internets für sein langjähriges Engagement in der Mitgestaltung des Internets überreicht. Die im Jahr 1993 gegründete Firma SpaceNet gehört zu den ersten unabhängigen Fullservice-Internetprovidern in Deutschland. Der SpaceNet Award wurde anlässlich des zwanzigsten Firmenjubiläums ins Leben gerufen und wird seitdem im zweijährlichen Turnus vergeben.
Im ersten Jahr seines Bestehens stand der Kreativwettbewerb zum SpaceNet Award unter dem Motto Wir erden die Cloud, in Anlehnung an das Leitmotiv der Firma, zu deren Produktportfolio ein Cloud-Dienst mit erhöhten Datenschutz- und Sicherheitsanforderungen für Unternehmen gehört. Neben der Ausschreibung der Kategorie Kurzgeschichte wurden in der Kategorie Bild bei der Wettbewerbsteilnahme ausdrücklich sowohl Fotografien als auch andere Bildformate wie Zeichnungen, Comics etc. zugelassen.
Der Auslobung des SpaceNet Awards war im Sommer 2013 zunächst ein auf Bayern beschränkter Schüler-Malwettbewerb zum Thema Clouds vorausgegangen. Die Gewinnerbilder wurden im Wolkenkalender 2014 abgedruckt, dessen Erlös dem Deutschen Kinderschutzbund zugutekam.

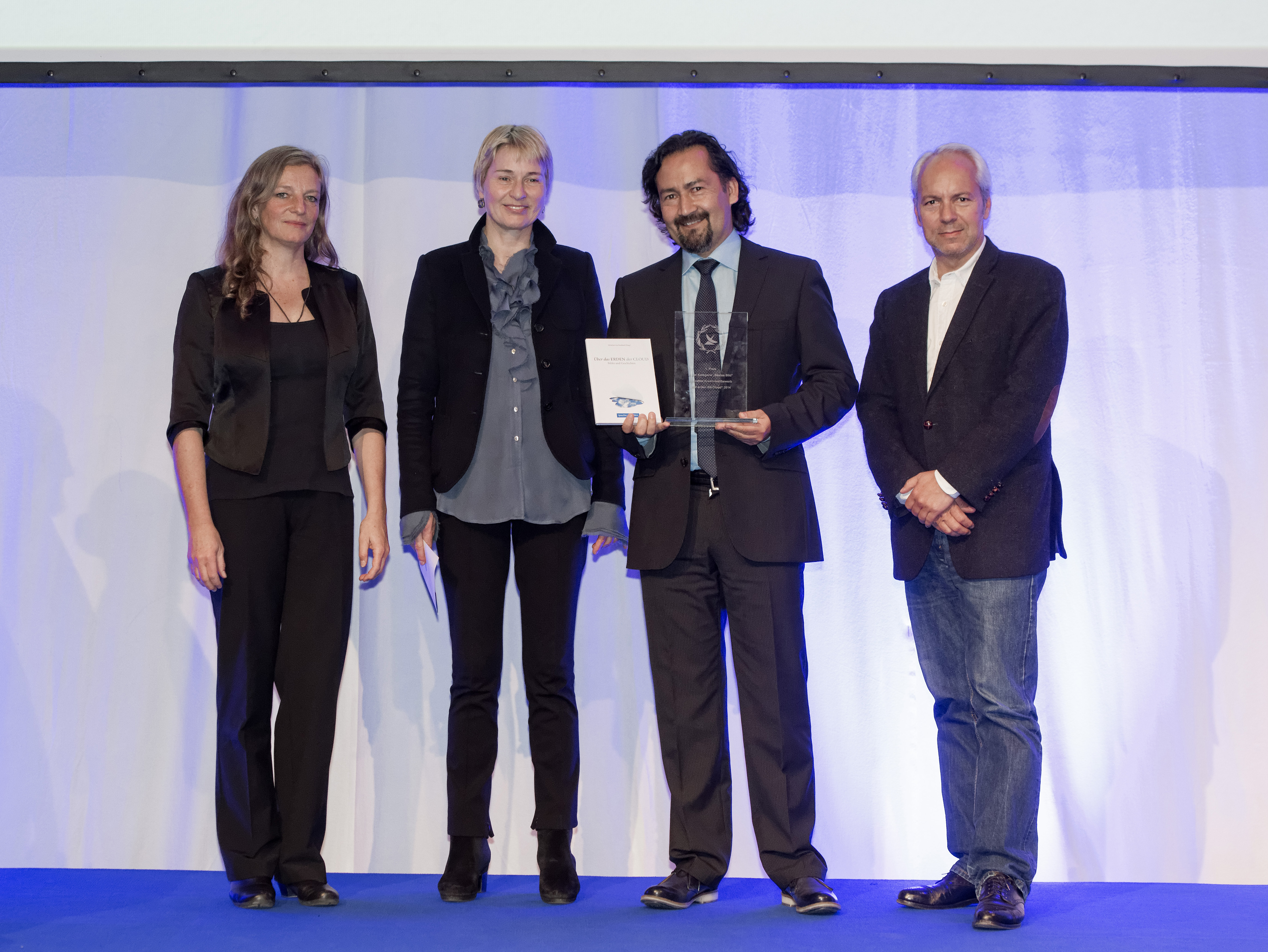
SpaceNet-Award 2014: Jury-Mitglieder Gabriele Lechner und Simone Nickl mit dem Preisträger in der Kategorie Bild – Alejandro Pérez Ponce (vlnr)

Bereits der zweite Kreativwettbewerb, der 2015 ausgelobt wurde, löste sich von den Produkten und Firmeninhalten der SpaceNet AG, was auch im Ausschreibungstext deutlich gemacht wurde: „Bei unserem aktuellen Motto Was geht, wenn nichts mehr geht?, gehen wir bewusst noch einen Schritt weiter, um zu unterstreichen, dass unser Award jetzt und in Zukunft ganz viel mit Kunst, aber überhaupt nichts mit SpaceNet und der IT-Branche zu tun haben soll.“ Die Ausschreibung in der Kategorie Bild wurde nun auf den Bereich der Fotografie beschränkt.

## Wettbewerb
Bedingung für die Teilnahme am Wettbewerb in der Kategorie Kurzgeschichte ist, dass diese ein bisher unveröffentlichtes Werk in deutscher Sprache sein muss und eine Länge von rund 10.000 Zeichen nicht überschreiten darf. Das Genre ist dabei frei wählbar. In der Kategorie Fotografie gilt ebenfalls, dass es sich um ein bislang unveröffentlichtes Werk handeln muss. Von der Teilnahme am Kreativwettbewerb sind Mitarbeiterinnen und Mitarbeiter der SpaceNet AG ausgeschlossen. Die Einreichung erfolgt anonymisiert per Upload zur ausgeschriebenen Einreichfrist auf der Webseite des SpaceNet Awards. Der nächste Wettbewerb wird 2025 ausgeschrieben, die nächste Preisvergabe ist für das Jahr 2026 geplant.

## Preisträger

### Kurzgeschichte
| Jahr | Platzierung       | Thema                            | Titel                              | Autor                                 |
|      |                   |                                  |                                    |                                       |
| 2014 | 1. Platz          | Über das Erden der Cloud         | Der Bär erdet die Cloud            | Saskia Hinze                          |
| 2016 | 1. Platz          | Was geht, wenn nichts mehr geht? | Herzlich willkommen in Deutschland | Frauke Angel                          |
|      | 2. Platz          |                                  | Chronik eines Weltuntergangs       | Moritz Greenman                       |
|      | 3. Platz          |                                  | #wish@god Stein und Anstoß         | Martin P. Anderfeldt Tobias Habenicht |
|      | Nachwuchspreis    |                                  | Für einen Moment leben             | Katrin Griebenow                      |
| 2018 | 1. Platz          | Quintessenz                      | Was übrigbleibt                    | Alice Bart                            |
|      | 2. Platz          |                                  | Das Märchen von der Wahrheit       | Moritz Greenman                       |
|      | 3. Platz          |                                  | Herbstjagd                         | André Schindler                       |
|      | Nachwuchspreis    |                                  | Bilder                             | Anna Zappe                            |
|      | Unternehmenspreis |                                  | Akne                               | Dietmar Füssel                        |
| 2020 | 1. Platz          | Pause                            | Mit drei Flügeln ins Nirwana       | Sarah Pohl                            |
|      | 2. Platz          |                                  | Daddy Cool                         | Doris Wiesenbach                      |
|      | 3. Platz          |                                  | Letti macht Pause                  | Christin Habermann                    |
|      | Nachwuchspreis    |                                  | 2020                               | Laura Eimer                           |
|      | Unternehmenspreis |                                  | Der leere Platz                    | Jasmin Mrugowski                      |
| 2022 | 1. Platz          | Y                                | Point Nemo                         | Achim Kaul                            |
|      | 2. Platz          |                                  | Der Mann ohne Namen                | Katharina Pribula                     |
|      | 3. Platz          |                                  | Y so serious?                      | Lena Zank                             |
|      | Nachwuchspreis    |                                  | Das Y – Fremdkörper im Alphabet    | Charlotte Lorenzen                    |
|      | Unternehmenspreis |                                  | Farfalle: Schmetterlinge im Bauch  | Jürgen DeBassmann                     |
| 2024 | 1. Platz          | Stein                            | Steinehüpfen                       | Michaela Steger                       |
|      | 2. Platz          |                                  | Das letzte Projekt                 | Moritz Boltz                          |
|      | 3. Platz          |                                  | Stoned                             | Parker Heimlich                       |
|      | Nachwuchspreis    |                                  | Urlaub am Meer                     | Kathrin Müllenbach                    |
|      | Unternehmenspreis |                                  | Der Zustand                        | Stefanie Stüber                       |

### Bild
| Jahr | Platzierung       | Titel                                                                      | Urheber               |
| 2014 | 1. Platz          | Cloud Atlas                                                                | Alejandro Pérez Ponce |
| 2016 | 1. Platz          | Fuss hoch                                                                  | Elisabeth Caesar      |
|      | 2. Platz          | AusWeg                                                                     | Lukas Reinig          |
|      | 3. Platz          | Eingesperrt und trotzdem frei                                              | Jens Michael Steiner  |
|      | Nachwuchspreis    | Die Zeit „geht“ immer und damit die Veränderung – das zu entdeckende Neue! | Armando Meschkat      |
| 2018 | 1. Platz          | Die wichtigen Dinge                                                        | Andreas Volmari       |
|      | 2. Platz          | Die Quintessenz des Lebens ist die Liebe und nicht der Tod                 | Roman Henze           |
|      | 3. Platz          | Die kleinen Dinge                                                          | Valerie Rheiner       |
|      | Nachwuchspreis    | Das küssende Paar                                                          | Nicole Werdermann     |
|      | Unternehmerpreis  | Dolgenbrodt                                                                | Katharina Körting     |
| 2020 | 1. Platz          | too much luxury break                                                      | Sandra Bitriol        |
|      | 2. Platz          | Freiheit                                                                   | Mikhail Kapychka      |
|      | 3. Platz          | Pause vom Alltag ...                                                       | Manuel Rudel          |
|      | Nachwuchspreis    | Kaffeepause                                                                | Danielle Barthel      |
|      | Unternehmerpreis  | Absolute Stille                                                            | Clenda Sabrina Lahr   |
| 2022 | 1. Platz          | Es reicht, wir müssen los                                                  | Rolf Stähler          |
|      | 2. Platz          | X in front of the Y                                                        | Florian Karl          |
|      | 3. Platz          | Verzweigt                                                                  | Regina M. Fischer     |
|      | Nachwuchspreis    | Y Choose?                                                                  | Joël Tan              |
|      | Unternehmerpreis  | Zum y-lonsten Mal: Auch Ameisen sind neugierig                             | Mony Hemetsberger     |
| 2024 | 1. Platz          | Stein sein                                                                 | Rosemarie Schmitt     |
|      | 2. Platz          | Hausdächer auf Stein                                                       | Danielle Barthel      |
|      | 3. Platz          | Steinbruch                                                                 | René Gröger           |
|      | Unternehmenspreis | Der große Wendelstein                                                      | Dagmar Küsters        |
|      | Nachwuchspreis    | RiederSTEIN                                                                | Franziska Krauß       |

## Jurymitglieder
2014
- Text-Jury: Tim Cole, Fredrika Gers, Leslie Rowe
- Bild-Jury: Gabriele Lechner, Georg Puluj, Simone Nickl

2016
- Text-Jury: Tim Cole, Fredrika Gers, Simone Veenstra
- Bild-Jury: Simone Nickl, Georg Puluj, Christian Schiener

2018
- Text-Jury: Simone Veenstra, Veronika Lackerbauer, Snoopy
- Bild-Jury: Simone Nickl, Georg Puluj, Gabriele Lechner

2020
- Text-Jury: Simone Veenstra, Veronika Lackerbauer, Snoopy
- Bild-Jury: Simone Nickl, Georg Puluj, Gabriele Lechner

2022
- Text-Jury: Andreas Becker, Anny Thorn, Hannelore Koch
- Bild-Jury: Simone Nickl, Georg Puluj, Gabriele Lechner

2024
- Text-Jury: Lotta Emilia, Hannelore Koch, Stefan Ulrich
- Bild-Jury: Simone Nickl, Konstantin Landuris, Gabriele Lechner

## Publikationen
- Sebastian von Bomhard (Hrsg.): Über das Erden der Cloud. Bilder und Geschichten. Reihe: SpaceNet Award. SpaceNet Verlag, München 2014, ISBN 978-3-944991-01-6.
- Sebastian von Bomhard (Hrsg.): Was geht, wenn nichts mehr geht? Geschichten und Bilder. Reihe: SpaceNet Award. SpaceNet Verlag, München 2016, ISBN 978-3-944991-29-0.
- Sebastian von Bomhard (Hrsg.): Quintessenz. Geschichten und Bilder. Reihe: SpaceNet Award. SpaceNet Verlag, München 2018, ISBN 978-3-944991-03-0.
- Sebastian von Bomhard (Hrsg.): Pause: Geschichten und Bilder. Reihe: SpaceNet Award. SpaceNet Verlag, München 2020, ISBN 978-3-944991-09-2.
- Sebastian von Bomhard (Hrsg.): Y: Geschichten und Bilder. Reihe: SpaceNet Award. SpaceNet Verlag, München 2022, ISBN 978-3-944991-11-5.
- Sebastian von Bomhard (Hrsg.): Stein: Geschichten und Bilder. Reihe: SpaceNet Award. SpaceNet Verlag, München 2024, ISBN 978-3-944991-12-2